# Aulas
Aulas település Franciaországban, Gard megyében. Lakosainak száma 445 fő (2022. január 1.). Aulas Arphy, Avèze, Mandagout, Le Vigan és Bréau-Mars községekkel határos.

## Népesség
A település népességének változása:
| Lakosok száma | 308  | 338  | 386  | 450  | 465  | 480  | 477  | 456  | 451  | 445  |
|               | 1968 | 1982 | 1990 | 2006 | 2013 | 2015 | 2017 | 2019 | 2020 | 2022 |